# Långtjärnen (Norbergs socken, Västmanland)
Långtjärnen är en sjö i Norbergs kommun i Västmanland och ingår i Norrströms huvudavrinningsområde. Sjön är 14,5 meter djup, har en yta på 0,176 kvadratkilometer och befinner sig 103,6 meter över havet.

## Delavrinningsområde
Långtjärnen ingår i det delavrinningsområde (665392-151188) som SMHI kallar för Inloppet i Snyten. Medelhöjden är 137 meter över havet och ytan är 54,52 kvadratkilometer. Räknas de 11 avrinningsområdena uppströms in blir den ackumulerade arean 218,36 kvadratkilometer. Snytsboån som avvattnar avrinningsområdet har biflödesordning 4, vilket innebär att vattnet flödar genom totalt 4 vattendrag innan det når havet efter 204 kilometer. Avrinningsområdet består mestadels av skog (76 procent). Avrinningsområdet har 2,43 kvadratkilometer vattenytor vilket ger det en sjöprocent på 4,5 procent. Bebyggelsen i området täcker en yta av 3,27 kvadratkilometer eller 6 procent av avrinningsområdet.